# Xã Orthell, Quận Williams, Bắc Dakota
Xã Orthell (tiếng Anh: Orthell Township) là một xã thuộc quận Williams, tiểu bang Bắc Dakota, Hoa Kỳ. Năm 2010, dân số của xã này là 12 người.